# 曹竦
曹竦（?—?），曹魏宗室，武帝曹操之孙，乐陵王曹茂的儿子。
曹竦本封为阳都乡公，相王曹鑠、曹潛、曹偃三代早卒，无后。正元二年（255年）曹竦进封相王，为曹铄之嗣。泰始元年（265年）十二月晋武帝受魏元帝禅位，建立西晋，曹竦降为高邑县公。